# Ruby Blue
«Ruby Blue» — дебютный сольный студийный альбом британской вокалистки Рошин Мёрфи, бывшей участницы электронного дуэта Moloko, издан в 2005 году. Продюсером и автором музыки ко всем композициям на альбоме, вместе с певицей, стал популярный британский электронный музыкант Мэтью Херберт. Звукозаписывающей компанией выступила студия Echo Records.

## Об альбоме
«Ruby Blue» был выпущен весной 2005 года ограниченным тиражом в виде трёх виниловых пластинок под названиями Sequins #1, Sequins #2 и Sequins #3. Затем летом 2005 года последовал релиз на территории Европы — уже в форме стандартного cd-издания под названием «Ruby Blue». В России диск появился в продаже в день концерта Рошин Мёрфи на открытой площадке «Сада Эрмитаж» 11 июня 2005 года. Концерт певицы в Москве открывал её европейское турне, проходившее в поддержку альбома «Ruby Blue»; позже Мёрфи вернулась в российскую столицу, чтобы дать повторный концерт в клубе XIII (5 ноября 2005 года).
Выпуск альбома в США состоялся лишь в апреле 2006 года; до этого Мёрфи с успехом представила «Ruby Blue» европейской публике. Выпуск альбома в Великобритании предварялся выставкой известного современного художника Саймона Хенвуда, который в том числе являлся автором художественных работ для обложки и буклета альбома «Ruby Blue».

## Критика
Продюсер альбома, культовый британский электронщик Мэтью Херберт, добавил звучанию музыки Рошин Мёрфи свой фирменный семплинг: микс джазовой музыки, электронного саунда и самых разнообразных звуков, подчас самых неожиданных и оригинальных (рвущаяся бумага, скрежещущее железо, бьющееся стекло и т. д.). Критика самым благосклонным образом приняла сольный дебют певицы. Ведущий музыкальный сайт Pitchforkmedia.Com отозвался о «Ruby Blue» как о «лучшей работе, которую когда либо выпускала Мёрфи». Музыкальные критики единогласно признали дебют певицы шагом вперёд по сравнению с её вокальной карьерой в Moloko.

## Список композиций
- Leaving The City
- Sinking Feeling
- Night Of The Dancing Flame
- Through Time
- Sow Into You
- Dear Diary
- If We’re In Love
- Ramalama (Bang Bang)
- Ruby Blue
- Off On It
- Prelude To Love In The Making
- The Closing Of The Doors

## Синглы и видеоклипы
К альбому было выпущено два сингла: «Ruby Blue» и «If We’re In Love».